# Al-Ittihad Kalba SC
Der Kalba Sports & Cultural Club (arabisch نادي اتحاد كلباء الرياضي الثقافي, DMG Nādī ttiḥād Kalbāʾ ar-riyāḍī aṯ-ṯaqāfī) ist ein Sportklub in den Vereinigten Arabischen Emiraten mit Sitz in der Stadt Kalba. Aktuell spielt der Verein in der ersten Liga, der UAE Pro League.

## Geschichte
Der Klub entstand im Jahr 1971 durch Fusion von al-Shabab, al-Rooba mit al-Riyadiya. Das erste bekannte auftreten in der ersten Fußball-Liga des Landes, fand in der Saison 1987/88 statt. Ob die Mannschaft in dieser Saison erst aufstieg oder schon davor, ist aufgrund der lückenhaften Angaben nicht nachweisbar. Schlussendlich stieg das Team mit 14 Punkten als Vorletzter nach dieser Spielzeit aber auch ab. In der Saison 1996/97 kehrte man dann erstmals wieder zurück und musste hier nach einem Vorletzten Platz in der Hauptrunde, eine zweite Hälfte mit den Teams aus der Zweiten Liga ausspielen, welche man aber als Erster beendete. Ab dieser und den nächsten Spielzeiten ist der Klub auch als Kalba Union in den Tabellen geführt. Im Anschluss an die Folgesaison 1997/98 stieg man schließlich mit 17 Punkten als Vorletzter wieder einmal ab.
Die Rückkehr in der Saison 1999/2000 erfolgte dann erst einmal wieder ohne einen direkten Wiederabstieg. Diesem folgend hielt man sich in den nächsten Spielzeiten immer knapp über den Abstiegsrängen auf. Dies hielt bis zur Saison 2004/05, wonach es wieder einmal als Vorletzter eine Liga tiefer ging. In den folgenden Jahren verpasste man in der Zweiten Liga oft nur knapp die Aufstiegsränge. Erst nach der Spielzeit 2009/10 gelang es sich dort zu platzieren. Wie man es aber schon kennt, stieg direkt wieder ab, dann wieder auf und gleich nach der Runde 2012/13 auch wieder ab. Gleiches passierte dann auch noch einmal in der Saison 2014/15, diesmal sammelte man in der Saison sogar nur Zehn Punkte.
Ein weiteres Mal ging es so also eine Liga tiefer und direkt wieder hoch, diesmal jedoch nur als Zweiter und nicht als Meister der Liga. Dies führte somit auch wieder dazu, dass man direkt nach der Spielzeit 2016/17 wieder abstieg. Erstmals nach vielen Versuchen gelang es dann in der Saison 2018/19 erstmals aufzusteigen und auch die Klasse zu halten. So spielt der Klub auch noch bis heute in der Pro League.

## Erfolge
- UAE First Division League: 1979/80, 1988/89, 1995/96, 1998/99, 2009/10, 2011/12, 2013/14